# Seznam poslancev šestnajste italijanske legislature
Seznam poslancev šestnajste italijanske legislature prikazuje imena poslancev Šestnajste legislature Italijanske republike po splošnih volitvah leta 2008.

## Povzetek sestave
| Parlamentarne skupine                                                                                    | Začetek | 2008 | 2009 | 2010 | 2011 | 2012 | Konec mandata | Razlika med koncem in začetkom mandata |
| --- | ------- | ---- | ---- | ---- | ---- | ---- | ------------- | -------------------------------------- |
| Il Popolo della Libertà                                                                                  | 275     | 272  | 270  | 235  | 212  | 205  | 202           | - 73                                   |
| Partito Democratico                                                                                      | 217     | 218  | 209  | 206  | 206  | 204  | 203           | - 14                                   |
| Lega Nord                                                                                                | 60      | 60   | 60   | 59   | 59   | 58   | 58            | - 2                                    |
| Unione di Centro per il Terzo Polo                                                                       | 35      | 34   | 36   | 35   | 38   | 37   | 36            | + 1                                    |
| Italia dei Valori                                                                                        | 29      | 28   | 24   | 22   | 21   | 17   | 15            | - 14                                   |
| Futuro e Libertà per il Terzo Polo                                                                       | -       | -    | -    | 32   | 25   | 25   | 24            | - 8                                    |
| Iniziativa Responsabile / Popolo e Territorio                                                            | -       | -    | -    | -    | 23   | 20   | 20            | -3                                     |
| Gruppo misto                                                                                             | 14      | 18   | 31   | 41   | 45   | 62   | 70            | +56                                    |
| • Movimento per le Autonomie-Alleati per il Sud                                                          | 8       | 8    | 5    | 4    | 3    | 4    | 4             |                                        |
| • Jezikovne manjšine                                                                                     | 3       | 3    | 3    | 3    | 3    | 3    | 3             |                                        |
| • Liberal Democratici - MAIE                                                                             | -       | 4    | 3    | 3    | 3    | 3    | 3             |                                        |
| • Alleanza per l'Italia                                                                                  | -       | -    | -    | 6    | 6    | 4    | -             |                                        |
| • Centro Democratico                                                                                     | -       | -    | -    | -    | -    | 4    | 4             |                                        |
| • Noi Sud - Popolari di Italia Domani                                                                    | -       | -    | -    | 12   | -    | -    | -             |                                        |
| • Repubblicani, Regionalisti, Popolari                                                                   | -       |      | 3    | 3    | 2    | -    | -             |                                        |
| • Repubblicani - Azionisti                                                                               | -       | -    | -    | -    | 3    | 4    | 4             |                                        |
| • Fareitalia per la Costituente Popolare                                                                 | -       | -    | -    | -    | 4    | 4    | 4             |                                        |
| • Autonomia Sud-Lega Sud Ausonia-Popoli Sovrani d'Europa                                                 | -       | -    | -    | -    | 3    | 3    | 3             |                                        |
| • Italia Libera-Popolari Italiani-Popolari per l'Europa- Liberali per l'Italia-Partito Liberale Italiano | -       | -    | -    | -    | 5    | 10   | 10            |                                        |
| • Grande Sud-PPA                                                                                         | -       | -    | -    | -    | -    | 10   | 10            |                                        |
| • Diritti e Libertà                                                                                      | -       | -    | -    | -    | -    | 4    | 5             |                                        |
| • Iniziativa Liberale                                                                                    | -       | -    | -    | -    | -    | 3    | 3             |                                        |
| • Neodvisni poslanci                                                                                     | 3       | 3    | 14   | 9    | 14   | 10   | 17            |                                        |
| 630 | 630     | 630  | 630  | 630  | 630  | 630  |               |                                        |

## Il Popolo della Libertà
- Gian Carlo Abelli
- Ignazio Abrignani
- Giovanni Alemanno
- Angelino Alfano
- Giuseppe Angeli
- Antonio Angelucci
- Roberto Antonione
- Valentina Aprea
- Francesco Aracri
- Maria Teresa Armosino
- Filippo Ascierto
- Simone Baldelli
- Lucio Barani
- Vincenzo Barba
- Luca Giorgio Barbareschi
- Claudio Barbaro
- Emerenzio Barbieri
- Viviana Beccalossi
- Luca Bellotti
- Amato Berardi
- Deborah Bergamini
- Silvio Berlusconi
- Maurizio Bernardo
- Anna Maria Bernini
- Massimo Maria Berruti
- Isabella Bertolini
- Michaela Biancofiore
- Maurizio Bianconi
- Sandro Biasotti
- Francesco Biava
- Italo Bocchino
- Mariella Bocciardo
- Paolo Bonaiuti
- Alessio Bonciani
- Giulia Bongiorno
- Margherita Boniver
- Michela Vittoria Brambilla
- Aldo Brancher
- Carmelo Briguglio
- Renato Brunetta
- Donato Bruno
- Antonio Buonfiglio
- Giuseppe Calderisi
- Stefano Caldoro
- Maria Rosaria Carfagna
- Gabriella Carlucci
- Luigi Casero
- Roberto Cassinelli
- Carla Castellani
- Giuseppina Castiello
- Basilio Catanoso
- Giampiero Catone
- Giuliano Cazzola
- Fiorella Ceccacci Rubino
- Elena Centemero
- Remigio Ceroni
- Luigi Cesaro
- Fabrizio Cicchitto
- Carlo Ciccioli
- Salvatore Cicu
- Edmondo Cirielli
- Francesco Colucci
- Giuseppe Consolo
- Gianfranco Conte
- Manlio Contento
- Massimo Enrico Corsaro
- Nicola Cosentino
- Giulia Cosenza
- Giuseppe Cossiga
- Enrico Costa
- Stefania Craxi
- Rocco Crimi
- Nicolò Cristaldi
- Guido Crosetto
- Ida D'Ippolito Vitale
- Marcello De Angelis
- Sabrina De Camillis
- Riccardo De Corato
- Nunzia De Girolamo
- Francesco De Luca
- Melania De Nichilo Rizzoli
- Maurizio Del Tenno
- Giovanni Dell'Elce
- Benedetto Della Vedova
- Aldo Di Biagio
- Simeone Di Cagno Abbrescia
- Marcello Di Caterina
- Manuela Di Centa
- Domenico Di Virgilio
- Giovanni Dima
- Antonio Distaso
- Francesco Divella
- Monica Faenzi
- Giuseppe Fallica
- Renato Farina
- Gianfranco Fini
- Raffaele Fitto
- Gregorio Fontana
- Vincenzo Antonio Fontana
- Nicola Formichella
- Antonino Foti
- Tommaso Foti
- Pietro Franzoso
- Paola Frassinetti
- Franco Frattini
- Benedetto Francesco Fucci
- Giuseppe Galati
- Fabio Garagnani
- Vincenzo Garofalo
- Fabio Gava
- Mariastella Gelmini
- Antonino Salvatore Germanà
- Niccolò Ghedini
- Agostino Ghiglia
- Sestino Giacomoni
- Gabriella Giammanco
- Vincenzo Gibiino
- Alberto Giorgetti
- Rocco Girlanda
- Francesco Maria Giro
- Gaspare Giudice
- Lella Golfo
- Isidoro Gottardo
- Fabio Granata
- Ugo Maria Gianfranco Grimaldi
- Paolo Guzzanti
- Giorgio Holzmann
- Antonello Iannarilli
- Maurizio Iapicca
- Giorgio Jannone
- Enrico La Loggia
- Giorgio La Malfa
- Ignazio La Russa
- Amedeo Laboccetta
- Pietro Laffranco
- Giorgio Lainati
- Donato Lamorte
- Mario Landolfi
- Luigi Lazzari
- Giancarlo Lehner
- Maurizio Leo
- Antonio Leone
- Ugo Lisi
- Antonino Lo Presti
- Beatrice Lorenzin
- Pietro Lunardi
- Maurizio Lupi
- Gennaro Malgieri
- Gianni Mancuso
- Barbara Mannucci
- Alfredo Mantovano
- Giuseppe Francesco Maria Marinello
- Giulio Marini
- Marco Marsilio
- Marco Martinelli
- Antonio Martino
- Antonio Mazzocchi
- Riccardo Mazzoni
- Giancarlo Mazzuca
- Daniela Melchiorre
- Giorgia Meloni
- Roberto Menia
- Gianfranco Micciché
- Riccardo Migliori
- Lorena Milanato
- Marco Mario Milanese
- Antonino Minardo
- Eugenio Minasso
- Giustina Mistrello Destro
- Dore Misuraca
- Silvano Moffa
- Giuseppe Moles
- Gabriella Mondello
- Chiara Moroni
- Giovanni Mottola
- Bruno Murgia
- Cristiana Muscardini
- Alessandra Mussolini
- Angela Napoli
- Osvaldo Napoli
- Gaetano Nastri
- Massimo Nicolucci
- Fiamma Nirenstein
- Settimo Nizzi
- Carlo Nola
- Andrea Orsini
- Alessandro Saro Alfonso Pagano
- Gianfranco Paglia
- Antonio Palmieri
- Giuseppe Palumbo
- Maurizio Paniz
- Alfonso Papa
- Massimo Parisi
- Adriano Paroli
- Carmine Santo Patarino
- Gaetano Pecorella
- Paola Pelino
- Antonio Pepe
- Mario Pepe
- Flavia Perina
- Mario Pescante
- Giovanna Petrenga
- Enrico Pianetta
- Guglielmo Picchi
- Mauro Pili
- Vincenzo Piso
- Giancarlo Pittelli
- Sergio Pizzolante
- Catia Polidori
- Carmelo Porcu
- Stefania Prestigiacomo
- Francesco Proietti Cosimi
- Marco Pugliese
- Enzo Raisi
- Fabio Rampelli
- Laura Ravetto
- Manuela Repetti
- Eugenia Maria Roccella
- Paolo Romani
- Giuseppe Romele
- Andrea Ronchi
- Luciano Rossi
- Mariarosaria Rossi
- Roberto Rosso
- Gianfranco Rotondi
- Alessandro Ruben
- Paolo Russo
- Stefano Saglia
- Filippo Saltamartini
- Gianfranco Sammarco
- Jole Santelli
- Elvira Savino
- Souad Sbai
- Claudio Scajola
- Giuseppe Scalera
- Giuseppe Scalia
- Michele Scandroglio
- Umberto Scapagnini
- Maurizio Scelli
- Maria Grazia Siliquini
- Giorgio Simeoni
- Francesco Paolo Sisto
- Gerardo Soglia
- Roberto Speciale
- Francesco Stagno d'Alcontres
- Lucio Stanca
- Maria Elena Stasi
- Franco Stradella
- Vincenzo Taddei
- Marcello Taglialatela
- Italo Tanoni
- Piero Testoni
- Gabriele Toccafondi
- Salvatore Torrisi
- Roberto Tortoli
- Daniele Toto
- Michele Traversa
- Mirko Tremaglia
- Giulio Tremonti
- Adolfo Urso
- Mario Valducci
- Valentino Valentini
- Giuseppe Vegas
- Paolo Vella
- Cosimo Ventucci
- Denis Verdini
- Santo Versace
- Pasquale Vessa
- Raffaello Vignali
- Luigi Vitali
- Elio Vito
- Marco Zacchera
- Marino Zorzato

## Partito Democratico
- Luciano Agostini
- Gabriele Albonetti
- Sesa Amici
- Ileana Argentin
- Giovanni Battista Bachelet
- Mario Barbi
- Pier Paolo Baretta
- Teresa Bellanova
- Marco Beltrandi
- Gianluca Benamati
- Rita Bernardini
- Giuseppe Berretta
- Pier Luigi Bersani
- Rosy Bindi
- Paola Binetti
- Luigi Bobba
- Giampiero Bocci
- Francesco Boccia
- Antonio Boccuzzi
- Costantino Boffa
- Fulvio Bonavitacola
- Michele Bordo
- Luisa Bossa
- Chiara Braga
- Sandro Brandolini
- Alessandro Bratti
- Gianclaudio Bressa
- Gino Bucchino
- Massimo Calearo
- Marco Calgaro
- Giulio Calvisi
- Cinzia Capano
- Angelo Capodicasa
- Daniela Cardinale
- Renzo Carella
- Enzo Carra
- Marco Carra
- Pierluigi Castagnetti
- Marco Causi
- Mario Cavallaro
- Franco Ceccuzzi
- Susanna Cenni
- Bruno Cesario
- Pasquale Ciriello
- Lucia Codurelli
- Matteo Colaninno
- Furio Colombo
- Anna Paola Concia
- Paolo Corsini
- Maria Coscia
- Antonio Cuomo
- Giovanni Cuperlo
- Gian Pietro Dal Moro
- Massimo D'Alema
- Cesare Damiano
- Olga D'Antona
- Aergio Antonio D'Antoni
- Emilia Grazia De Biasi
- Paola De Micheli
- Rosa De Pasquale
- Maria Letizia De Torre
- Vittoria D'Incecco
- Lino Duilio
- Stefano Esposito
- Paolo Fadda
- Maria Antonietta Farina
- Gianni Farina
- Enrico Farinone
- Piero Fassino
- Marco Fedi
- Donatella Ferranti
- Pierangelo Ferrari
- Emanuele Fiano
- Massimo Fiorio
- Giuseppe Fioroni
- Alberto Fluvi
- Giampaolo Fogliardi
- Paolo Fontanelli
- Dario Franceschini
- Laura Froner
- Antonio Gaglione
- Laura Garavini
- Francesco Saverio Garofani
- Enrico Gasbarra
- Maria Grazia Gatti
- Francantonio Genovese
- Paolo Gentiloni Silveri
- Manuela Ghizzoni
- Roberto Giachetti
- Antonello Giacomelli
- Dario Ginefra
- Tommaso Ginoble
- Oriano Giovanelli
- Marialuisa Gnecchi
- Sandro Gozi
- Gero Grassi
- Stefano Graziano
- Tino Iannuzzi
- Antonio La Forgia
- Maria Grazia Laganà Fortugno
- Linda Lanzillotta
- Francesco Laratta
- Donata Lenzi
- Enrico Letta
- Ricardo Franco Levi
- Doris Lo Moro
- Giovanni Lolli
- Alberto Losacco
- Mario Lovelli
- Mimmo Lucà
- Andrea Lulli
- Antonio Luongo
- Renzo Lusetti
- Maria Anna Madia
- Pierluigi Mantini
- Alessandro Maran
- Daniele Marantelli
- Maino Marchi
- Massimo Marchignoli
- Elisa Marchioni
- Salvatore Margiotta
- Raffaella Mariani
- Cesare Marini
- Siro Marrocu
- Andrea Martella
- Pierdomenico Martino
- Margherita Angela Mastromauro
- Donella Mattesini
- Eugenio Mazzarella
- Matteo Mecacci
- Giovanna Melandri
- Guido Melis
- Giorgio Merlo
- Maria Paola Merloni
- Michele Pompeo Meta
- Maurizio Migliavacca
- Ivano Miglioli
- Marco Minniti
- Anna Margherita Miotto
- Antonio Misiani
- Federica Mogherini
- Roberto Morassut
- Alessia Maria Mosca
- Donato Renato Mosella
- Carmen Motta
- Delia Murer
- Alessandro Naccarato
- Rolando Nannicini
- Franco Narducci
- Luigi Nicolais
- Nicodemo Nazzareno Oliverio
- Andrea Orlando
- Arturo Mario Luigi Parisi
- Luciana Pedoto
- Vinicio Giuseppe Guido Peluffo
- Mario Pepe
- Caterina Pes
- Salvatore Piccolo
- Pina Picierno
- Lapo Pistelli
- Luciano Pizzetti
- Barbara Pollastrini
- Massimo Pompili
- Fabio Porta
- Giacomo Antonio Portas
- Erminio Angelo Quartiani
- Elisabetta Rampi
- Ermete Realacci
- Pier Fausto Recchia
- Lorenzo Ria
- Andrea Rigoni
- Ettore Rosato
- Sabina Rossa
- Anna Rossomando
- Simonetta Rubinato
- Antonio Rugghia
- Antonino Russo
- Giovanni Mario Salvino Burtone
- Marilena Samperi
- Giovanni Sanga
- Luca Sani
- Giulio Santagata
- Andrea Sarubbi
- Daniela Sbrollini
- Lido Scarpetti
- Amalia Schirru
- Marina Sereni
- Giuseppina Servodio
- Alessandra Siragusa
- Antonello Soro
- Ugo Sposetti
- Ivano Strizzolo
- Francesco Tempestini
- Lanfranco Tenaglia
- Federico Testa
- Pietro Tidei
- Walter Tocci
- Carlo Trappolino
- Mario Tullo
- Livia Turco
- Maurizio Turco
- Guglielmo Vaccaro
- Massimo Vannucci
- Salvatore Vassallo
- Silvia Velo
- Walter Veltroni
- Michele Ventura
- Walter Verini
- Gianni Vernetti
- Ludovico Vico
- Rosa Villecco Calipari
- Rodolfo Giuliano Viola
- Roberto Zaccaria
- Sandra Zampa
- Elisabetta Zamparutti
- Angelo Zucchi
- Massimo Zunino

## Lega Nord
- Alberto Torazzi
- Alessandro Montagnoli
- Andrea Gibelli
- Angelo Alessandri
- Carolina Lussana
- Claudio D'Amico
- Corrado Callegari
- Daniele Molgora
- Davide Caparini
- Elena Maccanti
- Emanuela Munerato
- Erica Rivolta
- Ettore Pirovano
- Fabio Rainieri
- Francesca Martini
- Franco Gidoni
- Fulvio Follegot
- Giacomo Chiappori
- Giacomo Stucchi
- Giancarlo Giorgetti
- Gianluca Buonanno
- Gianluca Forcolin
- Gianluca Pini
- Gianpaolo Dozzo
- Giovanna Negro
- Giovanni Fava
- Guido Bonino
- Guido Dussin
- Jonny Crosio
- Laura Molteni
- Luca Rodolfo Paolini
- Luciano Dussin
- Manuela Dal Lago
- Manuela Lanzarin
- Marco Giovanni Reguzzoni
- Marco Rondini
- Maria Piera Pastore
- Massimiliano Fedriga
- Massimo Bitonci
- Massimo Polledri
- Matteo Bragantini
- Matteo Brigandì
- Matteo Salvini
- Maurizio Balocchi
- Maurizio Fugatti
- Nicola Molteni
- Nunziante Consiglio
- Paola Goisis
- Paolo Grimoldi
- Pierguido Vanalli
- Raffaele Volpi
- Renato Walter Togni
- Roberto Cota
- Roberto Maroni
- Roberto Simonetti
- Sebastiano Fogliato
- Silvana Andreina Comaroli
- Stefano Allasia
- Stefano Stefani
- Umberto Bossi

## Unione di Centro
- Amedeo Ciccanti
- Angelo Cera
- Angelo Compagnon
- Anna Teresa Formisano
- Antonio De Poli
- Armando Dionisi
- Bruno Tabacci
- Calogero Mannino
- Domenico Zinzi
- Ferdinando Adornato
- Francesco Bosi
- Francesco Pionati
- Francesco Saverio Romano
- Gian Luca Galletti
- Giorgio Oppi
- Giuseppe Drago
- Giuseppe Naro
- Giuseppe Ruvolo
- Lorenzo Cesa
- Luca Volontè
- Luciano Ciocchetti
- Luisa Capitanio Santolini
- Mario Tassone
- Mauro Libè
- Michele Pisacane
- Michele Giuseppe Vietti
- Nedo Lorenzo Poli
- Nunzio Francesco Testa
- Pier Ferdinando Casini
- Roberto Occhiuto
- Roberto Rao
- Rocco Buttiglione
- Salvatore Ruggeri
- Savino Pezzotta
- Teresio Delfino

## Italia dei Valori
- Americo Porfidia
- Aniello Formisano
- Anita Di Giuseppe
- Antonio Borghesi
- Antonio Di Pietro
- Antonio Palagiano
- Antonio Razzi
- Aurelio Salvatore Misiti
- Carlo Costantini
- Carlo Monai
- David Favia
- Domenico Scilipoti
- Fabio Evangelisti
- Federico Palomba
- Francesco Barbato
- Gabriele Cimadoro
- Gaetano Porcino
- Giovanni Paladini
- Giuseppe Giulietti
- Ignazio Messina
- Ivan Rota
- Jean Leonard Touadi
- Massimo Donadi
- Pierfelice Zazzera
- Pino Pisicchio
- Renato Cambursano
- Sergio Michele Piffari
- Silvana Mura

## Misto

### Jezikovne manjšine
- Siegfried Brugger (Južnotirolska ljudska stranka)
- Karl Zeller (Južnotirolska ljudska stranka)
- Roberto Rolando Nicco (Avtonomija svoboda demokracija)

### Movimento per l'Autonomia
- Elio Vittorio Belcastro
- Roberto Mario Sergio Commercio
- Arturo Iannaccone
- Nicola Leanza
- Carmelo Lo Monte
- Angelo Salvatore Lombardo
- Antonio Milo
- Luciano Mario Sardelli

### Alleanza per l'Italia
- Giuseppe Pisicchio
- Bruno Tabacci
- Giuseppe Vatinno
- Santo Versace
- Luigi Fabbri

### Neodvisni poslanci
- Francesco Nucara
- Mario Baccini
- Ricardo Antonio Merlo

## Spremembe

### Spremembe v sestavi Zbornice
- Dne 29.4.2008 poslanca Cristiana Muscardini (Il Popolo della Libertà) zamenja Giorgio Clelio Stracquadanio (Il Popolo della Libertà).
- Dne 22.5.2008 poslanca Nicola Leanza (Movimento per l'Autonomia) zamenja Giovanni Roberto Di Mauro (Movimento per l'Autonomia).
- Dne 4.6.2008 poslanca Giovanni Roberto Di Mauro (Movimento per l'Autonomia) zamenja Ferdinando Latteri (Movimento per l'Autonomia).
- Dne 10.6.2008 poslanca Giovanni Alemanno (Il Popolo della Libertà) zamenja Annagrazia Calabria (Il Popolo della Libertà).
- Dne 3.2.2009 poslanca Carlo Costantini (Italia dei Valori) zamenja Augusto Di Stanislao (Italia dei Valori).
- Dne 30.4.2009 poslanca Gaspare Giudice (Il Popolo della Libertà) zamenja Giacomo Terranova (Il Popolo della Libertà).
- Dne 12.5.2009 poslanca Giorgio Oppi (Unione di Centro) zamenja Sergio Milia (Unione di Centro).
- Dne 9.6.2009 poslanca Sergio Milia (Unione di Centro) zamenja Antonio Mereu (Unione di Centro).
- Dne 13.7.2009 poslanca Matteo Salvini (Lega Nord) zamenja Marco Desiderati (Lega Nord).
- Dne 16.2.2010 poslanca Maurizio Balocchi (Lega Nord) zamenja Edoardo Rixi (Lega Nord).
- Dne 11.5.2010 poslanca Elena Maccanti (Lega Nord) zamenja Davide Cavallotto (Lega Nord).
- Dne 17.5.2010 poslanca Roberto Cota (Lega Nord) zamenja Maurizio Grassano (Gruppo misto).
- Dne 18.5.2010 poslanca Andrea Gibelli (Lega Nord) zamenja Marco Maggioni (Lega Nord).
- Dne 27.5.2010 poslanca Stefano Caldoro (Il Popolo della Libertà) zamenja Vincenzo D'Anna (Il Popolo della Libertà).
- Dne 1.6.2010 poslanca Marino Zorzato (Il Popolo della Libertà) zamenja Elisabetta Gardini (Gruppo misto).
- Dne 8.6.2010 poslanca Edoardo Rixi (Lega Nord) zamenja Gian Carlo Di Vizia (Lega Nord).
- Dne 10.6.2010 poslanca Elisabetta Gardini (Gruppo misto) zamenja Giorgio Conte (Il Popolo della Libertà).
- Dne 30.7.2010 poslanca Matteo Brigandì (Lega Nord) zamenja Roberto Zaffini (Lega Nord).
- Dne 3.8.2010 poslanca Michele Giuseppe Vietti (Unione di Centro) zamenja Deodato Scanderebech (Il Popolo della Libertà).
- Dne 15.9.2010 poslanca Luciano Ciocchetti (Unione di Centro) zamenja Anna Teresa Formisano, dne 16.9.2010 zamenja Pietro Marzaccan (Unione di Centro).
- Dne 22.9.2010 poslanca Marcello Taglialatela (Il Popolo della Libertà) zamenja Domenico De Siano (Il Popolo della Libertà).
- Dne 19.10.2010 poslanca Roberto Zaffini (Lega Nord) zamenja Eraldo Isidori (Lega Nord).
- Dne 17.11.2010 poslanca Giuseppe Drago (Noi Sud-I Popolari di Italia Domani) zamenja Pippo Gianni (Noi Sud-I Popolari di Italia Domani).
- Dne 15.12.2010 poslanca Domenico De Siano (Il Popolo della Libertà) zamenja Luigi Muro (Il Popolo della Libertà).
- Dne 10.1.2011 poslanca Giuseppe Vegas (Il Popolo della Libertà) zamenja Valerio Cattaneo (Il Popolo della Libertà).
- Dne 8.3.2011 poslanca Valerio Cattaneo (Il Popolo della Libertà) zamenja Marco Botta (Il Popolo della Libertà).
- Dne 18.5.2011 poslanca Marco Botta (Il Popolo della Libertà) zamenja Roberto Marmo (Popolo e Territorio).
- Dne 7.6.2011 poslanca Franco Ceccuzzi (Partito Democratico) zamenja Tea Albini (Partito Democratico).
- Dne 14.7.2011 poslanca Ferdinando Latteri (Movimento per le Autonomie) zamenja Sandro Oliveri (Movimento per le Autonomie).
- Dne 19.7.2011 poslanca Piero Fassino (Partito Democratico) zamenja Francesca Cilluffo (Partito Democratico).
- Dne 4.11.2011 poslanca Pietro Franzoso (Il Popolo della Libertà) zamenja Luca D'Alessandro (Il Popolo della Libertà).
- Dne 14.12.2011 poslanca Luciano Dussin (Lega Nord) zamenja Sabina Fabi (Lega Nord).
- Dne 16.12.2011 poslanca Nicolò Cristaldi (Il Popolo della Libertà) zamenja Pietro Cannella (Il Popolo della Libertà).
- Dne 21.12.2011 poslanca Ettore Pirovano (Lega Nord) zamenja Fabio Meroni (Lega Nord).
- Dne 11.01.2012 poslanca Mirko Tremaglia (Futuro e Libertà per l'Italia) zamenja Luigi Fabbri (Alleanza per l'Italia).
- Dne 12.01.2012 poslanca Marco Zacchera (Il Popolo della Libertà) zamenja Daniele Galli (Il Popolo della Libertà).
- Dne 18.1.2012 poslanca Adriano Paroli (Il Popolo della Libertà) zamenja Antonio Verro (Il Popolo della Libertà).
- Dne 19.1.2012 poslanca Giulio Marini (Il Popolo della Libertà) zamenja Angelo Santori (gruppo misto).
- Dne 1.2.2012 poslanca Antonio Verro (Il Popolo della Libertà) zamenja Marco Airaghi (Il Popolo della Libertà).
- Dne 25.2.2012 poslanca Luigi Nicolais (Partito Democratico) zamenja Giuseppe Ossorio (gruppo misto).
- Dne 3.4.2012 poslanca Valentina Aprea (Il Popolo della Libertà) zamenja Simone Andrea Crolla (Il Popolo della Libertà)
- Dne 4.4.2012 poslanca Marco Airaghi (Il Popolo della Libertà) zamenja Lino Miserotti (Il Popolo della Libertà)
- Dne 7.6.2012 poslanca Antonello Soro (Partito Democratico) zamenja Marilena Parenti (Partito Democratico)
- Dne 12.6.2012 poslanca Pietro Tidei (Partito Democratico) zamenja Mario Adinolfi (Partito Democratico)
- Dne 10.7.2012 poslanca Leoluca Orlando (Italia dei Valori) zamenja Giuseppe Vatinno (Alleanza per l'Italia)
- Dne 7.8.2012 poslanca Marilena Parenti (Partito Democratico) zamenja Ezio Zani (Partito Democratico)
- Dne 19.12.2012 poslanca Antonino Lo Presti (Futuro e Libertà per l'Italia) zamenja Francesco Paolo Lucchese (gruppo misto).
- Dne 22.01.2013 poslanca Giuseppe Gianni (gruppo misto) zamenja Domenico Sudano (gruppo misto).

### Spremembe v sestavi skupin

#### Il Popolo della Libertà
- Dne 9.6.2008 zapustita skupino Daniela Melchiorre in Italo Tanoni, pridružita se Gruppo misto.
- Dne 10.6.2008 Giovanni Alemanno preneha parlamentarni mandat.
- Dne 11.6.2008 se pridruži skupini Annagrazia Calabria, namesto Giovanni Alemanno.
- Dne 2.9.2008 zapusti skupino Giorgio La Malfa, pridruži se gruppo Misto.
- Dne 2.2.2009 zapusti skupino Paolo Guzzanti, pridruži se Gruppo misto.
- Dne 28.4.2009 Gaspare Giudice preneha parlamentarni mandat.
- Dne 30.4.2009 se pridruži skupini Giacomo Terranova, namesto Gaspare Giudice.
- Dne 29.7.2009 zapusti skupino Gabriella Mondello, pridruži se Unione di Centro.
- Dne 26.5.2010 se pridruži skupini Mario Baccini, prej član Gruppo misto/Repubblicani, Regionalisti, Popolari.
- Dne 27.5.2010 Stefano Caldoro preneha parlamentarni mandat.
- Dne 27.5.2010 se pridruži skupini Vincenzo D'Anna, namesto Stefano Caldoro.
- Dne 1.6.2010 Marino Zorzato preneha parlamentarni mandat.
- Dne 1.6.2010 se pridruži skupini Elisabetta Gardini, namesto Marino Zorzato.
- Dne 9.6.2010 Elisabetta Gardini preneha parlamentarni mandat.
- Dne 10.6.2010 se pridruži skupini Giorgio Conte, namesto Elisabetta Gardini.
- Dne 30.7.2010 se pridružijo skupini Giuseppe Angeli, Luca Giorgio Barbareschi, Claudio Barbaro, Luca Bellotti, Italo Bocchino, Giulia Bongiorno, Carmelo Briguglio, Antonio Buonfiglio, Giuseppe Consolo, Giorgio Conte, Giulia Cosenza, Benedetto Della Vedova, Aldo Di Biagio, Francesco Divella, Benedetto Fabio Granata, Donato Lamorte, Antonino Lo Presti, Roberto Menia, Silvano Moffa, Angela Napoli, Gianfranco Paglia, Carmine Santo Patarino, Flavia Perina, Catia Polidori, Francesco Proietti Cosimi, Enzo Raisi, Andrea Ronchi, Alessandro Ruben, Souad Sbai, Giuseppe Scalia, Maria Grazia Siliquini, Mirko Tremaglia in Adolfo Urso, pridružijo se Futuro e Libertà per l'Italia.
- Dne 3.8.2010 se pridruži skupini Deodato Scanderebech, namesto Michele Giuseppe Vietti.
- Dne 7.9.2010 zapusti skupino Chiara Moroni in se pridruži Futuro e Libertà per l'Italia.
- Dne 8.9.2010 zapusti skupino Gianfranco Fini in se pridruži Futuro e Libertà per l'Italia.
- Dne 22.9.2010 Marcello Taglialatela preneha parlamentarni mandat.
- Dne 22.9.2010 se pridruži skupini Domenico De Siano, namesto Marcello Taglialatela.
- Dne 23.9.2010 zapusti skupino Deodato Scanderebech, pridruži se Unione di Centro.
- Dne 23.9.2010 zapusti skupino Giampiero Catone in se pridruži Futuro e Libertà per l'Italia.
- Dne 27.9.2010 se pridruži skupini Souad Sbai, prej član Futuro e Libertà per l'Italia.
- Dne 4.11.2010 zapustita skupino Roberto Rosso in Daniele Toto, pridružijo se Futuro e Libertà per l'Italia.
- Dne 17.11.2010 se pridruži skupini Giuseppe Angeli, prej član Futuro e Libertà per l'Italia.
- Dne 15.12.2010 Domenico De Siano preneha parlamentarni mandat.
- Dne 15.12.2010 se pridruži skupini Luigi Muro, namesto Domenico De Siano.
- Dne 10.1.2011 Giuseppe Vegas preneha parlamentarni mandat.
- Dne 10.1.2011 se pridruži skupini Valerio Cattaneo, namesto Giuseppe Vegas.
- Dne 20.1.2011 zapustita skupino Vincenzo D'Anna in Mario Pepe, pridružijo se Iniziativa Responsabile.
- Dne 18.2.2011 se pridružijo skupini Giancarlo Lehner, Giovanni Carlo Francesco Mottola, Andrea Orsini, Maria Elena Stasi in Vincenzo Taddei, pridružijo se Iniziativa Responsabile.
- Dne 21.2.2011 zapusti skupino Gerardo Soglia in se pridruži Iniziativa Responsabile.
- Dne 21.2.2011 se pridruži skupini Roberto Rosso, prej član Futuro e Libertà per l'Italia.
- Dne 22.2.2011 se pridruži skupini Luca Bellotti, prej član Futuro e Libertà per l'Italia.
- Dne 25.2.2011 zapusti skupino Carlo Nola in se pridruži Iniziativa Responsabile.
- Dne 8.3.2011 Valerio Cattaneo preneha parlamentarni mandat.
- Dne 8.3.2011 se pridruži skupini Marco Botta, namesto Valerio Cattaneo.
- Dne 22.3.2011 zapusti skupino Luigi Muro in se pridruži Futuro e Libertà per l'Italia.
- Dne 24.3.2011 se pridruži skupini Giulia Cosenza, prej član Futuro e Libertà per l'Italia.
- Dne 18.5.2011 Marco Botta preneha parlamentarni mandat.
- Dne 18.5.2011 se pridruži skupini Roberto Marmo, namesto Marco Botta.
- Dne 4.8.2011 zapustijo skupino Giuseppe Fallica, Ugo Grimaldi, Maurizio Iapicca, Gianfranco Micciché, Marco Pugliese, Francesco Stagno D'Alcontres in Giacomo Terranova, pridružijo se Gruppo misto.
- Dne 7.9.2011 zapusti skupino Giancarlo Pittelli, pridruži se Gruppo misto.
- Dne 29.9.2011 zapusti skupino Santo Versace, pridruži se gruppo misto.
- Dne 3.11.2011 zapustita skupino Alessio Bonciani in Ida D'Ippolito Vitale, pridružijo se Unione di Centro per il Terzo Polo.
- Dne 4.11.2011 Pietro Franzoso preneha parlamentarni mandat.
- Dne 7.11.2011 se pridruži skupini Luca D'Alessandro, namesto Pietro Franzoso.
- Dne 7.11.2011 zapusti skupino Gabriella Carlucci, pridruži se Unione di Centro.
- Dne 10.11.2011 se pridružijo skupini Roberto Antonione, Giustina Mistrello Destro in Fabio Gava, pridružijo se gruppo misto.
- Dne 16.12.2011 Nicolò Cristaldi preneha parlamentarni mandat.
- Dne 16.12.2011 se pridruži skupini Pietro Cannella, namesto Nicolò Cristaldi.
- Dne 16.12.2011 zapusti skupino Stefania Craxi, pridruži se gruppo misto.
- Dne 22.12.2011 se pridruži skupini Carlo Nola, prej član Popolo e Territorio.
- Dne 11.1.2012 Marco Zacchera preneha parlamentarni mandat.
- Dne 11.1.2012 se pridruži skupini Daniele Galli, namesto Marco Zacchera.
- Dne 17.1.2012 Adriano Paroli preneha parlamentarni mandat.
- Dne 18.1.2012 se pridruži skupini Antonio Giuseppe Maria Verro, namesto Adriano Paroli.
- Dne 1.2.2012 Antonio Giuseppe Maria Verro preneha parlamentarni mandat.
- Dne 2.2.2012 se pridruži skupini Marco Airaghi, namesto Antonio Giuseppe Maria Verro.
- Dne 29.2.2012 zapusti skupino Daniele Galli in se pridruži skupini Futuro e Libertà per l'Italia.
- Dne 3.4.2012 Valentina Aprea preneha parlamentarni mandat.
- Dne 3.4.2012 se pridruži skupini Simone Andrea Crolla, namesto Valentina Aprea.
- Dne 4.4.2012 Marco Airaghi preneha parlamentarni mandat.
- Dne 4.4.2012 se pridruži skupini Lino Miserotti, namesto Marco Airaghi.
- Dne 16.7.2012, zapusti skupino Giorgio Clelio Stracquadanio, pridruži se gruppo Misto.
- Dne 19.11.2012, se pridruži skupini Pippo Gianni, prej član Popolo e Territorio.
- Dne 22.11.2012 se pridružijo skupini Isabella Bertolini, Gaetano Pecorella, Franco Stradella in Roberto Tortoli, pridruži se gruppo Misto.
- Dne 7.12.2012, Antonino Salvatore Germanà preneha parlamentarni mandat.
- Dne 7.12.2012, se pridruži skupini Pier Paolo Pizzimbone, namesto Antonino Salvatore Germanà.
- Dne 12.12.2012, zapusti skupino Lino Miserotti, pridruži se gruppo Misto.
- Dne 8.1.2013, zapusti skupino Giuliano Cazzola, pridruži se gruppo Misto.
- Dne 22.1.2013 Vincenzo Fontana preneha parlamentarni mandat.
- Dne 22.1.2013 Pippo Gianni preneha parlamentarni mandat.

#### Partito Democratico
- Dne 15.7.2008 se pridruži skupini Jean Leonard Touadi, prej član Italia dei Valori.
- Dne 27.3.2009 zapusti skupino Pierluigi Mantini, pridruži se Unione di Centro.
- Dne 6.4.2009 zapusti skupino Lorenzo Ria, pridruži se Gruppo misto.
- Dne 5.10.2009 zapusti skupino Antonio Gaglione, pridruži se Gruppo misto.
- Dne 5.11.2009 zapusti skupino Massimo Calearo, pridruži se Gruppo misto.
- Dne 10.11.2009 zapustita skupino Linda Lanzillotta in Gianni Vernetti, pridružijo se Gruppo misto.
- Dne 11.11.2009 zapustita skupino Marco Calgaro in Donato Renato Mosella, pridružita se Gruppo misto.
- Dne 23.11.2009 zapusti skupino Bruno Cesario in aderisce al Gruppo misto.
- Dne  14.1.2010 zapustita skupino Enzo Carra in Renzo Lusetti, pridružita se Unione di Centro.
- Dne  15.2.2010 zapusti skupino Paola Binetti, pridruži se Unione di Centro.
- Dne  7.6.2011 Franco Ceccuzzi preneha parlamentarni mandat.
- Dne  7.6.2011 se pridruži skupini Tea Albini, namesto Franco Ceccuzzi.
- Dne 19.7.2011 Piero Fassino preneha parlamentarni mandat.
- Dne 20.7.2011 se pridruži skupini Francesca Cilluffo, namesto Piero Fassino.
- Dne 7.6.2012 Antonello Soro preneha parlamentarni mandat.
- Dne 7.6.2012 se pridruži skupini Marilena Parenti, namesto Antonello Soro.
- Dne 13.6.2012 Pietro Tidei preneha parlamentarni mandat.
- Dne 15.6.2012 se pridruži skupini Mario Adinolfi, namesto Pietro Tidei.
- Dne 7.8.2012 Marilena Parenti preneha parlamentarni mandat.
- Dne 7.8.2012 se pridruži skupini il deputato Ezio Zani, namesto Marilena Parenti.
- Dne 5.10.2012 Massimo Vannucci preneha parlamentarni mandat.
- Dne 8.10.2012 zapusti skupino Maria Grazia Lagana' Fortugno, pridruži se gruppo Misto.
- Dne 8.10.2012 se pridruži skupini Francesco Verducci, namesto Massimo Vannucci.
- Dne 13.11.2012 Giovanna Melandri preneha parlamentarni mandat.
- Dne 13.11.2012 se pridruži skupini Giovanni Lorenzo Forcieri, namesto Giovanna Melandri.
- Dne 11.1.2013 zapusti skupino Alessandro Maran in se pridruži gruppo Misto.

#### Lega Nord
- Dne 13.7.2009 Matteo Salvini preneha parlamentarni mandat.
- Dne 13.7.2009 se pridruži skupini Marco Desiderati, namesto Matteo Salvini.
- Dne 15.2.2010 Maurizio Balocchi preneha parlamentarni mandat.
- Dne 16.2.2010 se pridruži skupini Edoardo Rixi, namesto Maurizio Balocchi.
- Dne 11.5.2010 Elena Maccanti preneha parlamentarni mandat.
- Dne 11.5.2010 se pridruži skupini Davide Cavallotto, namesto Elena Maccanti.
- Dne 18.5.2010 Andrea Gibelli preneha parlamentarni mandat.
- Dne 18.5.2010 se pridruži skupini Marco Maggioni, namesto Andrea Gibelli.
- Dne 8.6.2010 Edoardo Rixi preneha parlamentarni mandat.
- Dne 8.6.2010 se pridruži skupini Gian Carlo Di Vizia, namesto Edoardo Rixi.
- Dne 17.6.2010 Roberto Cota preneha parlamentarni mandat.
- Dne 30.7.2010 Matteo Brigandì preneha parlamentarni mandat.
- Dne 30.7.2010 se pridruži skupini Roberto Zaffini, namesto Matteo Brigandì.
- Dne 19.10.2010 Roberto Zaffini preneha parlamentarni mandat.
- Dne 19.10.2010 se pridruži skupini Eraldo Isidori, namesto Roberto Zaffini.
- Dne 14.12.2011 Luciano Dussin preneha parlamentarni mandat.
- Dne 15.12.2011 se pridruži skupini Sabina Fabi, namesto Luciano Dussin.
- Dne 21.12.2011 Ettore Pirovano preneha parlamentarni mandat.
- Dne 22.12.2011 se pridruži skupini Fabio Meroni, namesto Ettore Pirovano.
- Dne 12.11.2012 zapusti skupino Angelo Alessandri, pridruži se gruppo Misto.

#### Unione di Centro
- Dne 27.11.2008 zapusti skupino Francesco Pionati, pridruži se Gruppo misto.
- Dne 27.3.2009 se pridruži skupini Pierluigi Mantini, prej član Partito Democratico.
- Dne 12.5.2009 Giorgio Oppi preneha parlamentarni mandat.
- Dne 12.5.2009 se pridruži skupini Sergio Milia, namesto Giorgio Oppi.
- Dne 9.6.2009 se pridruži skupini Antonio Mereu, namesto Sergio Milia.
- Dne 29.7.2009 se pridruži skupini Gabriella Mondello, prej član Il Popolo della Libertà.
- Dne 21.9.2009 se pridruži skupini Lorenzo Ria, prej član Gruppo misto.
- Dne 10.11.2009 zapusti skupino Bruno Tabacci, pridruži se Gruppo Misto.
- Dne 14.1.2010 se pridružita skupini Enzo Carra in Renzo Lusetti, prej člana Partito Democratico.
- Dne 15.2.2010 se pridruži skupini Paola Binetti, prej član Partito Democratico.
- Dne 3.8.2010 Michele Giuseppe Vietti preneha parlamentarni mandat.
- Dne 14.9.2010 se pridruži skupini Ricardo Antonio Merlo, prej član Gruppo Misto/Liberal Democratici-MAIE.
- Dne 15.9.2010 Luciano Ciocchetti preneha parlamentarni mandat.
- Dne 15.9.2010 optà per la circ.ne Lazio 2 Anna Teresa Formisano, namesto Luciano Ciocchetti.
- Dne 16.9.2010 se pridruži skupini Pietro Marcazzan
- Dne 23.9.2010 se pridruži skupini Deodato Scanderebech, prej član Il Popolo della Libertà.
- Dne 27.9.2010 zapusti skupino Michele Pisacane, pridruži se Gruppo misto.
- Dne 28.9.2010 se pridružijo skupini Giuseppe Drago, Calogero Mannino, Francesco Saverio Romano in Giuseppe Ruvolo, pridružijo se Gruppo misto.
- Dne 29.3.2011 se pridruži skupini Marco Calgaro, prej član Gruppo misto/Alleanza per l'Italia.
- Dne 21.4.2011 il gruppo modifica la precedente denominazione Unione di Centro in Unione di Centro per il Terzo Polo.
- Dne 27.9.2011 zapusti skupino Deodato Scanderebech in se pridruži Futuro e Libertà per il Terzo Polo.
- Dne 3.11.2011 se pridružita skupini Alessio Bonciani in Ida D'Ippolito Vitale, prej člana Il Popolo della Libertà.
- Dne 7.11.2011 se pridruži skupini Gabriella Carlucci, prej član Il Popolo della Libertà.
- Dne 5.11.2012 zapusti skupino Lorenzo Ria, pridruži se gruppo Misto.
- Dne 17.1.2013 zapusti skupino Savino Pezzotta, pridruži se gruppo Misto.

#### Italia dei Valori
- Dne 15.7.2008 zapusti skupino Jean Leonard Touadi, pridruži se Partito Democratico.
- Dne 7.1.2009 zapusti skupino Americo Porfidia, pridruži se Gruppo misto.
- Dne 3.2.2009 il deputato Carlo Costantini preneha parlamentarni mandat.
- Dne 3.2.2009 se pridruži skupini Augusto Di Stanislao, namesto Carlo Costantini.
- Dne 29.7.2009 zapusti skupino Giuseppe Giulietti, pridruži se Gruppo misto.
- Dne 9.11.2009 zapustita skupino Pino Pisicchio in Aurelio Salvatore Misiti, pridružijo se Gruppo misto.
- Dne 9.12.2010 zapusti skupino Domenico Scilipoti, pridruži se Gruppo misto.
- Dne 9.12.2010 zapusti skupino Antonio Razzi, pridruži se Gruppo misto.
- Dne 21.12.2011 zapusti skupino Renato Cambursano, pridruži se Gruppo misto.
- Dne 10.7.2012 Leoluca Orlando preneha parlamentarni mandat.
- Dne 8.11.2012 zapusti skupino Massimo Donadi, pridruži se gruppo Misto.
- Dne 13.11.2012 se pridruži skupini Giuseppe Vatinno, prej član Alleanza per l'Italia.
- Dne 13.11.2012 zapusti skupino Aniello Formisano, pridruži se gruppo Misto.
- Dne 21.11.2012 zapustita skupino Giovanni Paladini in Gaetano Porcino, pridružijo se gruppo Misto.
- Dne 22.12.2012 zapusti skupino Sergio Michele Piffari, pridruži se gruppo Misto.
- Dne 10.1.2013 zapusti skupino David Favia in se pridruži Diritti e Libertà.

#### Popolo e Territorio
- Dne 20.1.2011 ustanovijo skupino Iniziativa Responsabile (Noi Sud-Libertà ed Autonomia, Popolari d'Italia Domani-Pid, Movimento di Responsabilità Nazionale-Mrn, Azione Popolare, Alleanza Di Centro-Adc, La Discussione) po združitvi Elio Vittorio Belcastro, Pippo Gianni, Arturo Iannaccone, Antonio Milo, Michele Pisacane, Americo Porfidia, Antonio Razzi, Francesco Saverio Romano, Giuseppe Ruvolo in Luciano Mario Sardelli, prej člani gruppo misto/Noi Sud-PID; Massimo Calearo Ciman, Bruno Cesario, Silvano Moffa, Catia Polidori, Domenico Scilipoti, Maria Grazia Siliquini in Giampiero Catone, prej člani gruppo misto; Vincenzo D'Anna, Mario Pepe, prej člani Il Popolo della Libertà; Maurizio Grassano, prej član gruppo misto/Liberal Democratici-MAIE; Francesco Pionati, prej član gruppo misto/Repubblicani, Azionisti, Alleanza di Centro.
- Dne 17.2.2011 se pridruži skupini Paolo Guzzanti, prej član gruppo misto.
- Dne 18.2.2011 se pridružijo skupini Giancarlo Lehner, Giovanni Mottola, Andrea Orsini, Maria Elena Stasi in Vincenzo Taddei, prej člani Il Popolo della Libertà.
- Dne 21.2.2011 se pridruži skupini Gerardo Soglia, prej član Il Popolo della Libertà.
- Dne 25.2.2011 se pridruži skupini Carlo Nola, prej član Il Popolo della Libertà.
- Dne 16.6.2011 zapusti skupino Antonio Milo, pridruži se gruppo misto.
- Dne 20.6.2011 zapusti skupino Mario Pepe, pridruži se gruppo misto.
- Dne 21.6.2011 skupina spremeni ime v Iniziativa Responsabile Nuovo Polo (Noi Sud-Libertà ed Autonomia, Popolari d'Italia Domani-Pid, Movimento di Responsabilità Nazionale-Mrn, Azione Popolare, Alleanza Di Centro-Adc, La Discussione).
- Dne 22.6.2011 se pridruži skupini Antonio Milo, prej član gruppo misto.
- Dne 7.7.2011 skupina spremeni ime v Popolo e Territorio (Noi Sud-Libertà ed Autonomia, Popolari d'Italia Domani-Pid, Movimento di Responsabilità Nazionale–Mrn, Azione Popolare, Alleanza Di Centro-Adc, La Discussione).
- Dne 15.10.2011 zapusti skupino Luciano Mario Sardelli, pridruži se gruppo misto.
- Dne 3.11.2011 se pridružijo skupini Elio Vittorio Belcastro, Arturo Iannaccone in Americo Porfidia, pridružijo se gruppo misto.
- Dne 13.11.2011 zapusti skupino Gerardo Soglia, pridruži se gruppo misto.
- Dne 22.12.2011 zapusti skupino Carlo Nola in se pridruži Il Popolo della Libertà.
- Dne 16.5.2012 sta poslanca Maurizio Grassano in Paolo Guzzanti zapustila skupino in se pridružila gruppo Misto.
- Dne 17.5.2012 skupina spremeni svoje ime v POPOLO E TERRITORIO (Noi Sud-Libertà ed Autonomia, Popolari d'Italia Domani-Pid, Movimento di Responsabilità Nazionale-Mrn, Azione Popolare, Alleanza Di Centro-Adc, Democrazia Cristiana).
- Dne 19.11.2012 zapusti skupino Pippo Gianni, in se pridruži skupini Popolo della Libertà.
- Dne 26.11.2012 skupina spremeni svoje ime v Popolo e Territorio (Noi Sud-Libertà ed Autonomia, Popolari d'Italia Domani-PID, Movimento di Responsabilità Nazionale-MRN, Azione Popolare, Alleanza di Centro-AdC, Intesa Popolare).
- Dne 22.1.2013 se pridruži skupini Domenico Sudano, namesto Pippo Gianni.

#### Futuro e Libertà per il Terzo Polo
- Dne 30.7.2010 je bila ustanovljena kot neodvisna skupina ob združitvi Giuseppe Angeli, Luca Giorgio Barbareschi, Claudio Barbaro, Luca Bellotti, Italo Bocchino, Giulia Bongiorno, Carmelo Briguglio, Antonio Buonfiglio, Giuseppe Consolo, Giorgio Conte, Giulia Cosenza, Benedetto Della Vedova, Aldo Di Biagio, Francesco Divella, Benedetto Fabio Granata, Donato Lamorte, Antonino Lo Presti, Roberto Menia, Silvano Moffa, Angela Napoli, Gianfranco Paglia, Carmine Santo Patarino, Flavia Perina, Catia Polidori, Francesco Proietti Cosimi, Enzo Raisi, Andrea Ronchi, Alessandro Ruben, Souad Sbai, Giuseppe Scalia, Maria Grazia Siliquini, Mirko Tremaglia in Adolfo Urso, prej člani Il Popolo della Libertà.
- Dne 7.9.2010 se pridruži skupini Chiara Moroni, prej član Il Popolo della Libertà.
- Dne 8.9.2010 se pridruži skupini Gianfranco Fini, prej član Il Popolo della Libertà.
- Dne 8.9.2010 skupina spremeni svoje ime iz Futuro e Libertà. Per l'Italia v Futuro e Libertà per l'Italia.
- Dne 23.9.2010 se pridruži skupini Giampiero Catone, prej član Il Popolo della Libertà.
- Dne 27.9.2010 zapusti skupino Souad Sbai in se pridruži Il Popolo della Libertà.
- Dne 4.11.2010 se pridružita skupini Roberto Rosso in Daniele Toto, prej člana Il Popolo della Libertà.
- Dne 17.11.2010 zapusti skupino Giuseppe Angeli in se pridruži Il Popolo della Libertà.
- Dne 14.12.2010 zapustita skupino Silvano Moffa in Catia Polidori, pridružijo se gruppo misto.
- Dne 15.12.2010 zapustita skupino Giampiero Catone in Maria Grazia Siliquini, pridružijo se gruppo misto.
- Dne 21.2.2011 zapusti skupino Roberto Rosso in se pridruži Il Popolo della Libertà.
- Dne 21.2.2011 zapusti skupino Luca Giorgio Barbareschi, pridruži se gruppo misto.
- Dne 22.2.2011 zapusti skupino Luca Bellotti in se pridruži Il Popolo della Libertà.
- Dne 22.3.2011 se pridruži skupini Luigi Muro, prej član Il Popolo della Libertà.
- Dne 24.3.2011 zapusti skupino Giulia Cosenza in se pridruži Il Popolo della Libertà.
- Dne 26.4.2011 skupina spremeni svoje ime v Futuro e Libertà per il Terzo Polo.
- Dne 15.7.2011 se pridružijo skupini Andrea Ronchi, Giuseppe Scalia in Adolfo Urso, pridružijo se gruppo misto.
- Dne 27.9.2011 se pridruži skupini Deodato Scanderebech, prej član Unione di Centro per il Terzo Polo.
- Dne 3.11.2011 zapusti skupino Antonio Buonfiglio, pridruži se gruppo misto.
- Dne 29.2.2012 se pridruži skupini Daniele Galli in zapusti skupino Il Popolo della Libertà.
- Dne 19.12.2012 Antonino Lo Presti preneha parlamentarni mandat.
- Dne 16.1.2013 zapusti skupino Angela Napoli, pridruži se gruppo Misto.

#### Gruppo misto

##### Movimento per l'Autonomia
- Dne 5.5.2008 je bila ustanovljena kot komponenta Movimento per l'Autonomia ob združitvi Elio Vittorio Belcastro, Roberto Mario Sergio Commercio, Arturo Iannaccone, Nicola Leanza, Carmelo Lo Monte, Angelo Salvatore Lombardo, Antonio Milo in Luciano Mario Sardelli.
- Dne 21.5.2008 Nicola Leanza preneha parlamentarni mandat.
- Dne 22.5.2008 se pridruži komponenti Giovanni Roberto Di Mauro, namesto Nicola Leanza.
- Dne 29.5.2008 Giovanni Roberto Di Mauro preneha parlamentarni mandat.
- Dne 4.6.2008 se pridruži komponenti Ferdinando Latteri, namesto Giovanni Roberto Di Mauro.
- Dne 15.7.2009 spremeni svoje ime iz Movimento per l'Autonomia v Movimento per le Autonomie - Alleati per il Sud.
- Dne 20.1.2010 zapustijo komponento Elio Vittorio Belcastro, Arturo Iannaccone, Antonio Milo in Luciano Mario Sardelli, pridružijo sela componente Noi Sud/Lega Sud Ausonia.
- Dne 12.5.2010 se pridruži komponenti Aurelio Salvatore Misiti, prej član gruppo misto/Neodvisni poslanci.
- Dne 3.2.2011 zapusti komponento Aurelio Salvatore Misiti, in se pridruži skupini misto/Neodvisni poslanci.
- Dne 14.7.2011 Ferdinando Latteri preneha parlamentarni mandat.
- Dne 15.7.2011 se pridruži komponenti Sandro Oliveri, namesto Ferdinando Latteri.
- Dne 7.6.2012 zapusti komponento Carmelo Lo Monte, in se pridruži skupini misto/Neodvisni poslanci.
- Dne 19.12.2012 se pridruži komponenti Francesco Paolo Lucchese, namesto Antonino Lo Presti.

##### Liberal Democratici-MAIE
- Dne 21.7.2008 ustanovijo komponento Liberal Democratici - Repubblicani po združitvi Daniela Melchiorre, Francesco Nucara in Italo Tanoni, prej člani gruppo misto/Neodvisni poslanci.
- Dne 22.10.2008 se pridruži komponenti Giorgio La Malfa, prej član gruppo misto/Neodvisni poslanci.
- Dne 20.3.2009 se pridruži komponenti Ricardo Antonio Merlo, prej član gruppo misto/Neodvisni poslanci.
- Dne 22.4.2009 spremeni svoje ime iz Liberal Democratici - Repubblicani v Liberal Democratici - MAIE.
- Dne 12.5.2009 zapustita komponento Francesco Nucara in Giorgio La Malfa, pridružita se komponenti Repubblicani, Regionalisti, Popolari.
- Dne 7.7.2010 se pridruži komponenti Maurizio Grassano, prej član gruppo misto/Neodvisni poslanci.
- Dne 14.9.2010 zapusti komponento Ricardo Antonio Merlo, pridruži se Unione di Centro.
- Dne 19.1.2011 se pridruži komponenti Giorgio La Malfa, prej član komponente Repubblicani, Regionalisti, Popolari.
- Dne 20.1.2011 zapusti komponento Maurizio Grassano in se pridruži Iniziativa Responsabile.

##### Repubblicani, Regionalisti, Popolari
- Dne 13.5.2009 ustanovijo komponento Repubblicani, Regionalisti, Popolari po združitvi Giorgio La Malfa in  Francesco Nucara, prej člana Liberal Democratici-Repubblicani; Mario Baccini, prej član gruppo misto/Neodvisni poslanci.
- Dne 19.5.2010 se pridruži komponenti Francesco Pionati, prej član gruppo misto/Neodvisni poslanci.
- Dne 25.5.2010 zapusti komponento Mario Baccini in se pridruži Il Popolo della Libertà.
- Dne 16.9.2010 skupina spremeni svoje ime v Repubblicani, Azionisti, Alleanza di Centro.
- Dne 19.1.2011 zapusti komponento Giorgio La Malfa, in se pridruži komponenti Liberal Democratici - MAIE.
- Dne 20.1.2011 komponento ukinejo: Francesco Pionati se pridruži Iniziativa Responsabile; Francesco Nucara se pridruži skupini misto/Neodvisni poslanci.

##### Repubblicani- Azionisti
- Dne 5.7.2011 ustanovijo komponento Repubblicani - Azionisti ob združitvi Francesco Nucara, Aurelio Salvatore Misiti in Mario Pepe, prej član gruppo misto/Neodvisni poslanci.
- Dne 17.1.2011 se pridruži komponenti Calogero Mannino, prej član gruppo misto/Neodvisni poslanci.
- Dne 18.1.2011 zapusti komponento Aurelio Salvatore Misiti in se pridruži Grande Sud.

##### Centro Democratico
- Dne 19.1.2010 ustanovijo komponento Alleanza per l'Italia ob združitvi Massimo Calearo, Marco Calgaro, Bruno Cesario, Linda Lanzillotta, Donato Renato Mosella, Pino Pisicchio, Bruno Tabacci, Giovanni Vernetti.
- Dne 28.9.2010 zapustita komponento Massimo Calearo in Bruno Cesario, in se pridružita skupini misto/Neodvisni poslanci.
- Dne 29.3.2011 zapusti komponento Marco Calgaro, pridruži se Unione di Centro.
- Dne 10.7.2012 se pridruži komponenti Giuseppe Vatinno, namesto Leoluca Orlando.

Dne 17.7.2012 zapusti komponento Santo Domenico Versace, in se pridruži skupini misto/Neodvisni poslanci.
Dne 13.11.2012 zapusti komponento Giuseppe Vatinno in se pridruži Italia dei Valori.
Dne 21.12.2012 se komponenta preimenuje iz Alleanza per l'Italia v Centro Democratico.

##### Noi Sud Libertà e Autonomia -I Popolari di Italia Domani
- Dne 21.1.2010 ustanovijo komponento Noi Sud/Lega Sud Ausonia ob združitvi Elio Vittorio Belcastro, Arturo Iannaccone, Antonio Milo, Luciano Mario Sardelli, prej člani Movimento per l'Autonomia.
- Dne 23.2.2010 se pridruži komponenti Antonio Gaglione, prej član gruppo misto/Neodvisni poslanci.
- Dne 7.6.2010 se komponenta Noi Sud/Lega Sud Ausonia ukine, ustanovi se Noi Sud - Partito Liberale Italiano po prdružitvi Elio Vittorio Belcastro, Arturo Iannaccone, Antonio Milo, Luciano Mario Sardelli, Antonio Gaglione, Paolo Guzzanti.
- Dne 21.10.2010 zapusti komponento Paolo Guzzanti, in se pridruži skupini misto/Neodvisni poslanci.
- Dne 21.10.2010 se komponenta Noi Sud - Partito Liberale Italiano ukine, ustanovi se komponenta Noi Sud - Popolari di Italia Domani po prdružitvi Elio Vittorio Belcastro, Arturo Iannaccone, Antonio Milo, Luciano Mario Sardelli, Antonio Gaglione, in Giuseppe Drago, Calogero Mannino, Michele Pisacane, Francesco Saverio Romano, Giuseppe Ruvolo in Americo Porfidia, prej člani gruppo misto/Neodvisni poslanci.
- Dne 9.12.2010 se pridruži komponenti Antonio Razzi, prej član Italia dei Valori.
- Dne 20.1.2011 komponento ukinejo: Elio Vittorio Belcastro, Pippo Gianni, Arturo Iannaccone, Antonio Milo, Michele Pisacane, Americo Porfidia, Antonio Razzi, Francesco Saverio Romano, Giuseppe Ruvolo in Luciano Mario Sardelli se pridružijo Iniziativa Responsabile; Antonio Gaglione in Calogero Mannino se pridružijo skupini misto/Neodvisni poslanci.

##### Lega Sud Ausonia
- Dne 7.11.2011 ustanovijo komponento Noi per il Partito del Sud - Lega Sud Ausonia (Grande Sud) ob združitvi Elio Vittorio Belcastro, Arturo Iannaccone in Americo Porfidia, prej člani gruppo misto.
- Dne 21.12.2011 se komponenta preimenuje v Noi per il Partito del Sud - Lega Sud Ausonia.

##### Fareitalia per la Costituente Popolare
- Dne 9.11.2011 ustanovijo komponento Fareitalia per la Costituente Popolare ob združitvi Antonio Buonfiglio, Andrea Ronchi, Giuseppe Scalia in Adolfo Urso, prej člani gruppo misto.

##### Liberali per l'Italia
- Dne 12.11.2011 ustanovijo komponento Liberali per l'Italia - PLI ob združitvi Roberto Antonione, Giustina Mistrello Destro, Fabio Gava, Giancarlo Pittelli in Luciano Mario Sardelli, prej člani gruppo misto.
- Dne 14.3.2012 zapusti komponento Giancarlo Pittelli, in se pridruži komponenti Grande Sud.
- Dne 29.3.2012 se pridruži komponenti Angelo Santori, član gruppo misto.

##### Grande Sud
- Dne 18.1.2012 ustanovijo komponento Grande Sud - PPA ob združitvi Giuseppe Fallica, Ugo Maria Gianfranco Grimaldi, Maurizio Iapicca, Gianfranco Micciché, Marco Pugliese, Francesco Stagno D'Alcontres, Gerardo Soglia, Giacomo Terranova, prej člani gruppo misto, in Aurelio Salvatore Misiti, člani komponente Repubblicani - Azionisti.
- Dne 14.3.2012 se pridruži komponenti Giancarlo Pittelli, člani komponente Liberali per l'Italia.

##### Neodvisni poslanci
- Na začetku zakonodajnega obdobja se komponenti pridružijo Francesco Nucara (izvojen v Il Popolo della Libertà), Mario Baccini (izvojen v Unione di Centro) in Ricardo Antonio Merlo (Movimento Associativo Italiani all'Estero).
- Dne 9.6.2008 se pridružijo skupini Daniela Melchiorre in Italo Tanoni, prej člani Il Popolo della Libertà.
- Dne 21.7.2008 se pridružijo skupini Daniela Melchiorre, Francesco Nucara in Italo Tanoni, pridružijo sela componente Liberal Democratici-Repubblicani.
- Dne 2.9.2008 se pridruži skupini Giorgio La Malfa, prej član Il Popolo della Libertà.
- Dne 22.10.2008 zapusti skupino Giorgio La Malfa, in se pridruži komponenti politica Liberal Democratici-Repubblicani.
- Dne 27.11.2008 se pridruži skupini Francesco Pionati, prej član Unione di Centro.
- Dne 7.1.2009 se pridruži skupini Americo Porfidia, prej član Italia dei Valori.
- Dne 2.2.2009 se pridruži skupini Paolo Guzzanti, prej član Il Popolo della Libertà.
- Dne 20.3.2009 zapusti skupino Ricardo Antonio Merlo, in se pridruži komponenti Liberal Democratici-Repubblicani.
- Dne 6.4.2009 se pridruži skupini Lorenzo Ria, prej član Partito Democratico.
- Dne 13.5.2009 zapusti skupino Mario Baccini, in se pridruži komponenti Repubblicani, Regionalisti, Popolari.
- Dne 29.7.2009 se pridruži skupini Giuseppe Giulietti, prej član Italia dei Valori.
- Dne 21.9.2009 zapusti skupino Lorenzo Ria, pridruži se Unione di Centro.
- Dne 5.10.2009 se pridruži skupini Antonio Gaglione, prej član Partito Democratico.
- Dne 5.11.2009 se pridruži skupini Massimo Calearo, prej član Partito Democratico.
- Dne 9.11.2009 se pridružita skupini Pino Pisicchio in Aurelio Salvatore Misiti, prej člane Italia dei Valori.
- Dne 10.11.2009 se pridružita skupini Linda Lanzillotta in Gianni Vernetti, prej člana Partito Democratico.
- Dne 10.11.2009 se pridruži skupini Bruno Tabacci, prej član Unione di Centro.
- Dne 11.11.2009 se pridružita skupini Marco Calgaro in Donato Renato Mosella, prej člana Partito Democratico.
- Dne 23.11.2009 se pridruži skupini Bruno Cesario, prej član Partito Democratico.
- Dne 19.1.2010 zapustijo skupino Massimo Calearo, Marco Calgaro, Bruno Cesario, Linda Lanzillotta, Donato Renato Mosella, Pino Pisicchio, Bruno Tabacci in Gianni Vernetti, pridružijo se komponenti Alleanza per l'Italia.
- Dne 23.2.2010 zapusti skupino Antonio Gaglione, in se pridruži komponenti Noi Sud.
- Dne 12.5.2010 zapusti skupino Aurelio Salvatore Misiti, in se pridruži komponenti Movimento per le Autonomie.
- Dne 19.5.2010 zapusti skupino Francesco Pionati, in se pridruži komponenti Repubblicani, Regionalisti, Popolari.
- Dne 7.6.2010 zapusti skupino Paolo Guzzanti, in se pridruži komponenti Noi Sud - Partito Liberale Italiano.
- Dne 7.7.2010 zapusti skupino Maurizio Grassano, in se pridruži komponenti Liberal Democratici - MAIE.
- Dne 27.9.2010 se pridruži skupini Michele Pisacane, prej član Unione di Centro.
- Dne 28.9.2010 se pridružijo skupini Giuseppe Drago, Calogero Mannino, Francesco Saverio Romano in Giuseppe Ruvolo, prej člani Unione di Centro.
- Dne 28.9.2010 se pridružita skupini Massimo Calearo in Bruno Cesario, člana komponente Alleanza per l'Italia.
- Dne 21.10.2010 zapustijo skupino Giuseppe Drago, Calogero Mannino, Michele Pisacane, Francesco Saverio Romano, Giuseppe Ruvolo in Americo Porfidia, pridružijo se komponenti Noi Sud - I Popolari di Italia Domani.
- Dne 21.10.2010 se pridruži skupini Paolo Guzzanti, prej član komponente Noi Sud - Partito Liberale Italiano.
- Dne 9.12.2010 se pridruži skupini Domenico Scilipoti, prej član Italia dei Valori.
- Dne 14.12.2010 se pridružita skupini Silvano Moffa in Catia Polidori, prej člana Futuro e Libertà per l'Italia.
- Dne 15.12.2010 se pridružita skupini Giampiero Catone in Maria Grazia Siliquini, prej člana Futuro e Libertà per l'Italia.
- Dne 20.1.2011 zapustijo skupino Massimo Calearo, Bruno Cesario, Silvano Moffa, Catia Polidori, Domenico Scilipoti, Maria Grazia Siliquini in Giampiero Catone, pridružijo se Iniziativa Responsabile.
- Dne 20.1.2011 se pridružita skupini Antonio Gaglione in Calogero Mannino, člana komponente Noi Sud - I Popolari di Italia Domani.
- Dne 20.1.2011 se pridruži skupini Francesco Nucara, člana komponente Repubblicani, Azionisti, Alleanza di Centro.
- Dne 3.2.2011 se pridruži skupini Aurelio Salvatore Misiti, član komponente Movimento per le Autonomie
- Dne 17.2.2011 zapusti skupino Paolo Guzzanti in se pridruži Iniziativa Responsabile.
- Dne 21.2.2011 se pridruži skupini Luca Giorgio Barbareschi, prej član Futuro e Libertà per l'Italia.
- Dne 16.6.2011 se pridruži skupini Antonio Milo, prej član Iniziativa Responsabile.
- Dne 20.6.2011 se pridruži skupini Mario Pepe, prej član Iniziativa Responsabile.
- Dne 22.6.2011 zapusti skupino Antonio Milo in se pridruži Iniziativa Responsabile.
- Dne 5.7.2011 zapustijo skupino Aurelio Salvatore Misiti, Francesco Nucara in Mario Pepe, pridružijo se komponenti Repubblicani-Azionisti.
- Dne 15.7.2011 se pridružijo skupini Andrea Ronchi, Giuseppe Scalia in Adolfo Urso, prej člani Futuro e Libertà per il Terzo Polo.
- Dne 4.8.2011 se pridružijo skupini Giuseppe Fallica, Ugo Maria Gianfranco Grimaldi, Maurizio Iapicca, Gianfranco Micciché, Marco Pugliese, Francesco Stagno D'Alcontres in Giacomo Terranova, prej člani Il Popolo della Libertà.
- Dne 7.9.2011 se pridruži skupini Giancarlo Pittelli, prej član Il Popolo della Libertà.
- Dne 29.9.2011 se pridruži skupini Santo Versace, prej član Il Popolo della Libertà.
- Dne 15.10.2011 se pridruži skupini Luciano Mario Sardelli, prej član Popolo e Territorio.
- Dne 3.11.2011 se pridružijo skupini Elio Vittorio Belcastro, Arturo Iannaccone in Americo Porfidia, prej člani Popolo e Territorio; Antonio Buonfiglio, prej član Futuro e Libertà per il Terzo Polo.
- Dne 9.11.2011 zapustijo skupino Antonio Buonfiglio, Andrea Ronchi, Giuseppe Scalia in Adolfo Urso, pridružijo se komponenti Fareitalia per la Costituente Popolare.
- Dne 7.11.2011 zapustijo skupino Elio Vittorio Belcastro, Arturo Iannaccone in Americo Porfidia, pridružijo se komponenti Lega Sud Ausonia.
- Dne 10.11.2011 se pridružijo skupini Roberto Antonione, Giustina Mistrello Destro in Fabio Gava, prej člani Il Popolo della Libertà.
- Dne 12.11.2011 se pridruži skupini Gerardo Soglia, prej član Popolo e Territorio.
- Dne 12.11.2011 zapusti skupino Santo Versace, in se pridruži komponenti Alleanza per l'Italia.
- Dne 12.11.2011 zapustijo skupino Roberto Antonione, Giustina Mistrello Destro, Fabio Gava, Giancarlo Pittelli in Luciano Mario Sardelli, pridružijo se komponenti Liberali per l'Italia.
- Dne 16.12.2011 se pridruži skupini Stefania Craxi, prej član Il Popolo della Libertà.
- Dne 21.12.2011 se pridruži skupini Renato Cambursano, prej član Italia dei Valori.
- Dne 11.1.2012 se pridruži skupini Luigi Fabbri, namesto poslanca Mirko Tremaglia.
- Dne 12.1.2012 zapusti skupino Luigi Fabbri, in se pridruži komponenti Alleanza per l'Italia.
- Dne 17.1.2012 zapusti skupino Calogero Mannino, in se pridruži komponenti Repubblicani-Azionisti.
- Dne 18.1.2012 zapustijo skupino Giuseppe Fallica, Ugo Maria Gianfranco Grimaldi, Maurizio Iapicca, Gianfranco Micciché, Marco Pugliese, Gerardo Soglia, Francesco Stagno d'Alcontres in Giacomo Terranova, pridružijo se komponenti Grande Sud - PPA.
- Dne 19.1.2012 se pridruži skupini Angelo Santori, namesto poslanca Giulio Marini.
- Dne 25.2.2012 se pridruži skupini Giuseppe Ossorio, namesto poslanca  Luigi Nicolais.
- Dne 1.4.2012 zapusti skupino Angelo Santori, in se pridruži komponenti Liberali per l'Italia-PLI.
- Dne 16.5.2012 se pridružita skupini Maurizio Grassano in Paolo Guzzanti, prej člana Popolo e Territorio (Noi Sud-Libertà ed Autonomia, Popolari d'Italia Domani-Pid, Movimento di Responsabilità Nazionale-Mrn, Azione Popolare, Alleanza Di Centro-Adc, La Discussione).
- Dne 22.5.2012 zapustijo skupino Antonio Gaglione, Maurizio Grassano in Paolo Guzzanti, pridružijo se komponenti Iniziativa Liberale.
- Dne 5.6.2012 se pridruži skupini Linda Lanzillotta, prej član Alleanza per l'Italia.
- Dne 7.6.2012 se pridruži skupini Carmelo Lo Monte, prej član Movimento per le Autonomie-Alleati per il sud.
- Dne 7.6.2012 se pridruži skupini Gianni Vernetti, prej član Alleanza per l'Italia.
- Dne 8.10.2012 se pridruži skupini Maria Grazia Laganà Fortugno, prej član Partito Democratico.
- Dne 5.11.2012 se pridruži skupini Lorenzo Ria, prej član Unione di Centro per il Terzo Polo.
- Dne 8.11.2012 se pridruži skupini Massimo Donadi, prej član Italia dei Valori.
- Dne 12.11.2012 se pridruži skupini Angelo Alessandri, prej član Lega Nord Padania.
- Dne 13.11.2012 se pridruži skupini Aniello Formisano, prej član Italia dei Valori.
- Dne 21.11.2012 se pridružita skupini Giovanni Paladini in Gaetano Porcino, prej člana Italia dei Valori.
- Dne 22.11.2012 se pridružijo skupini Isabella Bertolini, Gaetano Pecorella, Franco Stradella in Roberto Tortoli, prej člani Popolo della Libertà.
- Dne 28.11.2012 zapustijo skupino Massimo Donadi, Aniello Formisano, Giovanni Paladini in Gaetano Porcino, pridružijo se komponenti Diritti e Libertà.
- Dne 12.12.2012 se pridruži skupini Lino Miserotti, prej član Popolo della Libertà.
- Dne 17.12.2012 zapustijo skupino Isabella Bertolini, Gaetano Pecorella, Giorgio Stracquadanio, Franco Stradella in Roberto Tortoli, pridružijo se komponenti Liberali per l'Italia-PLI.
- Dne 22.12.2012 se pridruži skupini Sergio Michele Piffari, prej član Italia dei Valori.
- Dne 8.1.2013 se pridruži skupini Giuliano Cazzola, prej član Popolo della Libertà.
- Dne 11.1.2013 se pridruži skupini Alessandro Maran, prej član Partito Democratico.
- Dne 16.1.2013 se pridruži skupini Angela Napoli, prej član Futuro e Libertà per il Terzo Polo.
- Dne 17.1.2013 se pridruži skupini Savino Pezzotta, prej član Unione di Centro per il Terzo Polo.
- Dne 24.1.2013 se pridruži skupini Eugenio Randi, namesto Vincenzo Fontana.